# Kísérleti fizika
A fizikai tudományok egyik fő ága a kísérleti fizika, melynek célja a fizikai jelenségek megfigyelése, ezzel a Világegyetemről való információk gyűjtése. A kísérleti fizika módszerei igen változatosak lehetnek, kezdve az egyszerű kísérletektől és megfigyelésektől – mint például a Cavendish-kísérlet –, egészen az extrém méretű nagyberendezésekig, mint a Nagy Hadronütköztető.

## Bevezető
A kísérleti fizika egyesíti a fizika összes területéről azokat a témaköröket, melyek adatgyűjtéssel és ennek módszereivel, a gondolatkísérleteken túlmutató, összetettebb fogalomalkotással illetve maguknak a kísérleteknek a laboratóriumi megvalósításával kapcsolatosak. Kiegészítő kategóriája az elméleti fizika, mely inkább a modellek alapján történő előrejelzéssel, és a fizikai folyamatok leírásával áll kapcsolatban.
Annak ellenére, hogy a kísérleti és elméleti fizika alapvetően eltérő megközelítést alkalmaz, közös bennük a Világegyetem természetének feltárására és megértésére irányuló cél. A kísérleti és elméleti munkával foglalkozó fizikusok munkája egymáséra épít: az előbbiek szolgáltatnak a Világegyetem jelenségeiről információt, az utóbbiak összefüggéseket találnak a rendelkezésre álló adatok között, közben ajánlásokat tesznek arra, hogy új kísérletek hogyan szolgáltathatnak jobb eredményeket. 

## A kísérleti fizika története
A kísérleti fizika a korai újkori tudományos forradalomtól kezdve tekinthető a fizika önálló ágának. Első fontos képviselői Galileo Galilei, Christiaan Huygens, Johannes Kepler, Blaise Pascal és Sir Isaac Newton. Galilei a 17. században alapos kísérleti vizsgálataival igyekezett a fizikai elméleteket igazolni, mellyel lefektette a mai tudományos kísérleti gondolkodás alapjait is. A dinamika területén nagy eredményeket ért el számos tapasztalat sikeres magyarázatával, és a tehetetlenségi törvény megalkotásával, mely később a newtoni mechanika egyik axiómája is lett. 
A kísérleti fizika fontos mérföldköve volt Sir Isaac Newton (1643–1727) Philosophiae Naturalis Principia Mathematica című művének kiadása 1687-ben. A Principia-ban Newton két átfogó, és sikeres fizikai elméletet hozott nyilvánosságra: a későbbi klasszikus mechanika alapjául szolgáló newtoni törvényeket és az általános tömegvonzás törvényét, ami a gravitációs erőt írja le. Mindkét elmélet jól egyezett a kísérleti tapasztalatokkal. A mű ezen kívül néhány elméletet tartalmazott a folyadékok dinamikájáról is.
A termodinamika fejlődése a 17. században kezdődött, többek között a kémikus és fizikus Robert Boyle munkássága nyomán. 1733-ban Bernoulli a klasszikus mechanikában statisztikus megfontolásokkal élve termodinamikai eredményeket mutatott fel, ezzel megteremtve a statisztikus mechanika alapjait. 1798-ban Benjamin Thompson kísérletekkel mutatta meg, hogy a mechanikai munka hővé alakulhat, majd 1847-ben Joule felvetette az energiamegmaradás lehetőségét. A modern statisztikus mechanika alapjait Boltzmann fektette le a 19. században.
A klasszikus mechanika és a termodinamika mellett fontos terület az elektromosság természetének kutatása. Az első kísérleti tapasztalatok a 17.-18. századból származnak, többek között Robert Boyle, Stephen Gray, és Benjamin Franklin munkásságából, melyek az elektromosságról alkotott fogalmainkat a mai napig megalapozzák. Hans Christian Ørsted mutatott rá először, hogy az elektromosság és a mágnesség között kapcsolat van, amikor azon tapasztalatát magyarázta, hogy az iránytű elektromos áram közelében kimozdul nyugalmi helyzetéből. Az 1830-as évek elején Faraday megmutatta, hogy a mágneses és elektromos terek képesek egymás létrehozására. 1864-ben James Clerk Maxwell közzétette híres egyenleteit, melyek a mágnesesség és elektromosság közti kapcsolatot írják le. Egyenleteinek további fontos és helyes folyománya volt, hogy a fény egy elektromágneses sugárzás.

## Fordítás
- Ez a szócikk részben vagy egészben  az   Experimental physics című angol Wikipédia-szócikk ezen változatának fordításán alapul.  Az eredeti cikk szerkesztőit annak laptörténete sorolja fel. Ez a jelzés csupán a megfogalmazás eredetét és a szerzői jogokat jelzi, nem szolgál a cikkben szereplő információk forrásmegjelöléseként.